# أنطونيو من كراتو
أنطونيو رئيس دير كراتو (بالبرتغالية: António, Prior of Crato؛ 1531 - 26 أغسطس 1596)؛ مطالب بالعرش البرتغال سنة 1580 خلال أزمة خلافة البرتغالية 1580 وأصبح ملكاً على البرتغال بعد وفاة عمه هنري لمدة 33 يوماً فقط، بعد تتويج فيليب الثاني ملك إسبانيا باسم «فيليب الأول» ادعى بالعرش المفقودة لأسرة أفيس حتى 1583.
هو حفيد الملك مانويل الأول وماريا الأراغونية ابنة الملكان الكاثوليكيان، والده هو إنفانتي لويس دوق بيجا ووالدته هي فيولانتي غوميز وهي يهودي الأصل وابنة بيدرو غوميز عضو من النبلاء البرتغالين، اعتبر ابناً غير شرعي.
كان ملك البرتغال (19 يونيو - 25 أغسطس 1580) باسم أنتوني الأول ملك البرتغال حتى خسارته في معركة معركة الكانتارا أمام جيوش الهابسبورغية أنه حاول حكم البرتغال من جزيرة تيرسييرا في جزر الأزور، حيث أقام حكومة معارضة استمرت حتى 1583، ينظر له بأنه الملك الأخير من أسرة أفيس الحاكمة (بدلاً من الكاردينال-الملك هنريك) والملك الثامن عشر في البرتغال.
وخلال المنفى تم اعترف بحكومته في جزيرة تيرسييرا فقط التابعة لجزر الأزور وكذلك في جزر ماديرا، وفي حين القارة وممتلكاته الواسعة أصبحت السلطة من قبل فيليب الثاني، الذي أُقر كالملك الرسمي في السنة التالية.
هرب أنطونيو لاحقا إلى فرنسا ومعه جواهر التاج البرتغالي فاستقبلته كاترين دي ميديشي. زوجة هنري الثاني ملك فرنسا فعاش هناك إلى أن توفي في عام 1596 ودفن في كنيسة صغيرة وتم هدم الكنيسة عام 1811.

## روابط خارجية
- أنطونيو من كراتو على موقع الموسوعة البريطانية (الإنجليزية)